# Pěčín
Pěčín (německy Petschin) je obec v Orlických horách v okrese Rychnov nad Kněžnou v Královéhradeckém kraji. Na rozloze 14 km² se v současné době nachází téměř 250 stavení a žije zde 490 obyvatel.

## Poloha
Leží ve výšce od 500 do 550 m nad mořem přibližně deset kilometrů východně od okresního města Rychnova nad Kněžnou a asi deset kilometrů severozápadně od města Žamberka. Je na křižovatce silnic vedoucích k Rychnovu nad Kněžnou, k Rokytnici v Orlických horách, Žamberka a Vamberka. Sousedí s městem Rokytnicí v Orlických horách a šesti dalšími obcemi, tj. Kunvaldem, Kameničnou, Slatinou nad Zdobnicí, Přímem, Bělou a s Nebeskou Rybnou v Hamernici a v Popelově.

## Podnebí
Podnebí v podhůří Orlických hor a také v Pěčíně je horské, poměrně drsné. Typický je zde severní vítr zvaný Polák.[zdroj?] V zimním období bývají mrazy dosahující až -20 °C.

## Příroda
Pěčín je typickou podhorskou obcí rozkládající se kolem údolí obklopeného kopci a pláněmi. Nejvyšším kopcem je Homole (575 m n. m.) na severovýchod od kostela a školy. Proti ní k jihu se rozkládá pláň Rajčůra s trigonometrickým bodem (544 m.), která se příkře svažuje směrem ke vsi a naopak pozvolně spadá směrem ke Slatině. Mezi dolním Pěčínem a Hamernicí leží Vrchy (566 m n. m.) a mezí horním Pěčínem a Rokytnicí Varta (563 m). Nad údolím pěčínské rokliny vynikají ještě také hrad v Suché 543 m, kostel v Pěčíně 508 m. Výšiny jsou vesměs hospodářsky využívané, nezalesněné.
Lesy jsou husté a stinné, na svazích podél potoků a u řeky Zdobnice a Ríčky. Největším lesem je Suchá rozprostřená na katastrech obce Pěčína, Dolní Rokytnice, Kunvaldu, Kameničné a Slatiny.
Půda je kamenitá, málo úrodná. Nejlepší jsou bývalé panské pozemky na Hradčanech. Z nerostů převládá opuka, dále amfibolové břidlice, žula a syenit. V údolí podél Zdobnice se vyskytuje hrubozrnný žlutavý pískovec.

### Povodí
Obec je rozprostřena po obou stranách údolí probíhajícího od východu k západu a dělícího obec na severní a jižní část. Údolím, středem obce, protéká Červený potok, který se v dolní části obce spojuje s potokem Stříbrným přitékajícím od Rokytnice. Jejich soutok s řekou Zdobnicí pod Panskou strání je nejnižším místem v Pěčíně (asi 410 m n. m.). Řeka Zdobnice pramení ve výšce 1065 m n. m. na jižním úbočí Velké Deštné. Má bystřinný charakter o velkém sklonu. Celé údolí Zdobnice se vyznačuje divokou romantickou přírodní kulisou. Nejtypičtějším, často turisty navštěvovaným místem, je Plačtivá skála přes 30 m vysoká, kde se řeka Zdobnice stéká s Říčkou (Klauzou). Plocha povodí je cca 125 km², průtok pod Pěčínem je cca 1,6 m³/s. Za starších dob byla na pěčínském katastru řada mlýnů a hamrů a hojnost rybníků. Menší rybníčky dnes slouží účelům hospodářským a hasičským. Krásná údolí vábí turisty i malíře, kteří přicházejí obdivovat skalní srázy i nádhernou zeleň horských lesů.
V roce 1713 a později v letech 1902 a 1903 postihly obec průtrže mračen s krupobitím a povodně. Odplaven byl i mlýn na Zdobnici. Velké povodně škodily v blízkosti Zdobnice i v letech 1997 a 1998. Hluboké a úzké zdobnické údolí lákalo k vybudování údolní přehrady, která by podle nejnovějších plánů pojala na 7 milionů m³ vody. Jezero by mělo být asi 40 m hluboké a sahalo by až do Hamernice.

### Rostlinstvo a živočichové
Převážná část přírodních lokalit obce Pěčín patří do Chráněné krajinné oblasti Orlické hory, v které je možno ještě i dnes najít řadu chráněných i ohrožených druhů živočichů a rostlin.
Vyšší místa, návrší, reprezentovaná například Homolí na severní straně a Rajčůrou na straně jižní jsou obvykle nezalesněná, s poli, loukami a pastvinami. Naopak nižší svahy kolem potoků a řek jsou pokryty lesy. Jediným bohatě zalesněným návrším je Suchá, včetně rozsáhlé oblasti mezi severovýchodní části Pěčína, zvané Polsko, Rokytnicí v Orl. horách, Kunvaldem a Kameničnou. Nejrozšířenějším stromem je smrk. Méně častěji ještě také jedle nebo modřín. Listnaté stromy rostou především v okolí obydlí, kolem silnic, potoků a rybníků a jako dominanty významných bodů.
Pěčínské potoky jsou bystřinami vytékajícími z bažinatých luk, tekoucími nejdříve pozvolna romantickými meandry a pak stále prudčeji padajícími úžlabinami zaplněnými štěrkem a kameny směrem do údolí pod Panskou strání k řece Zdobnici. Břehy potoků jsou obrostlé vrbami a olšinami, v dolní části pak nejčastěji smrkovým porostem. Roste u nich nejen bledule, ale i kuklík, svízel, čertkus a dokonce prvosenka vyšší a upolín evropský. Mokřiny pod Rokytnicí jsou výjimečné výskytem vrby rozmarýnolisté, ostřice blešní a Davallovou, vachty trojlisté a prstnatce májového. V dřívějších dobách byla v těchto místech řada rybníků (pod Rokytnicí, u Hamernice i v Polsku). Později byly většinou ale vypuštěny.
V pěčínské části CHKO můžeme najít také řadu vzácných a chráněných druhů savců (rejsek vodní a černý, Netopýr velký a ušatý, Plch velký), plazů, obojživelníků a ryb (zmije a užovka, čolek a mlok, Ještěrka živorodá, střevle potoční, vranka) a ptáků (čáp černý, skorec vodní, žluna zelená, jestřáb lesní a krahujec obecný).

## Historie

### Založení, název a znak obce
První písemná zmínka o založení osady Pěčín pochází z roku 1237 a následně z roku 1318 i v souvislosti s výstavbou a zničením hradu Pěčín.
Územím obce Pěčín kdysi procházela kupecká stezka (pěšina). Je pravděpodobné, že z této skutečnosti lze odvodit vznik původního názvu obce Pěšín. Ten pak v průběhu času mohl být zkomolen do názvu Pěčín. Jako další možnost je uváděno osobní jméno Pěka (Pieka), které měl patrně některý z potomků Heřmana z Rychnova, který na zdejším hradě sídlil.
První zmínka o znaku obce je datována do konce 14. století do doby vlády pánů z Rychnova a také Rokytnice v Orl. Horách, Slatiny nad Zdobnicí a Pěčína. Motivem znaku bylo lekno – klíčící rostlinka. Jediným dokladem podoby znaku je pravděpodobně kresba obecního kronikáře pana učitele Jana Krčmáře. Od motivu lekna je odvozena např. levá část obecního znaku obce Slatiny nad Zdobnicí a také obce Sázava u Lanškrouna. Měla by být asi také základem budoucího obecního znaku obce Pěčína, sídla ochranného hradu pánů z Rychnova, kteří ve svém erbu měli symbol klíčící rostlinky – lekna.

### Vývoj obce
Zakladatelem obce se stal praotec rodu pánů z Rychnova Heřman z Drnholce, který dostal od Přemysla Otakara II. území u říčky Kněžny. Vystavěl hrad, jemuž se říkalo Richenave (lesní újezd) a povýšil Rychnov na město. Kolem roku 1260 založil osady Pěčín, Rokytnici a Slatinu. K jejich ochraně si Rychnovští později vystavěli i další hrad v Pěčíně.
Před rokem 1318 byl pánem horských dědin (Pěčín, Rokytnice, Slatina) Hroznata, kanovník Pražský, člen rodu Kouniců a příbuzný pánů z Rychnova. Hrad byl v době jeho nepřítomnosti přepaden a vypálen z důvodu sporu mezi Hroznatou a ostatními příslušníky rodu z Drnholce. Z hradu zůstaly jen zbytky zdí a zčásti zasypaný příkop. O sto roků později byl pánem Pěčína Hynek, třetí syn Jetřicha z Rychnova. V období 1419–1433 pak vládl v Rychnově v Rychnově Hynek II., syn Jetřicha II. V době husitských válek roku 1421 vpadly do žamberské oblasti žižkovy hordy. Vypálily zde množství vesnic, vydrancovaly a sežehly neopevněné dvory a zničily hrad Hynka z Pěčína. Po Hynkově smrti prohlásil císař Zikmund jeho statky za královské odúmrtí a panství přidělil Půtovi z Častolovic. V roce 1454, bylo za vlády Ladislava Pohrobka, odúmrtí zrušeno a panství vráceno Janu mladšímu z Rychnova.
Roku 1497 byl Pěčín se Slatinou prodán Vilému II. z Pernštejna. Ústřední správu měli Perštejnové v Potštejně. Horské vsi Pěčín a Slatinu připojili k Liticím. 16. října 1556 bylo panství prodáno knížeti Arnoštovi, falckrabímu z mocného rodu Witelsbachů. 12. července 1558 koupil lítické panství pan Václav Okrouhlický starší z Kněnic na Borovnici. Po jeho smrti v roce 1561 bylo panství prodáno panu Mikuláši z Bubna. Bubnové pak panství drželi celých 246 let. V roce 1809 koupil panství Veriand hrabě Windischgratz a po něm roku 1815 koupil panství Angličan John Parish. Parishové pak byli posledním šlechtickým rodem, který v Pěčíně vládl.
Roku 1848 byla poražena revoluce. Přinesla však lidem značné ulehčení tím, že bylo zrušeno poddanství a robota. Feudální vrchnost vystřídala státní správa. Nově vznikající zemědělské usedlosti byly z velké části zatíženy hypotékami. Přesto se ale postupně začaly uplatňovat pokrokovější metody zemědělské výroby. Byla založena družstevní mlékárna a založen sbor dobrovolných hasičů. Malorolníci a bezzemci se ale stále více stávali závislými na velkých sedlácích, kteří měli potřebné potahy, nářadí i stroje.

### 20. století
Pěčín v této době byl čistě zemědělskou obcí a obyvatelstvo bylo téměř výhradně české. Postupně se zvyšovalo školní vzdělání, většina dětí již pravidelně navštěvovala obecnou školu. V roce 1914 vypukla první světová válka. Zboží byl nedostatek a bylo nekvalitní. Všechno bylo na přídělové lístky. Za oběť války padla řada pěčínských občanů. Na jejich počest byl později postaven památník padlých s pamětními deskami s jmény padlých a bustou presidenta Tomáše Garrigue Masaryka na vrcholu pomníku.
Po roce 1918 se vznikem republiky narůstaly naděje lidí na zlepšení situace. Rolníků se nejvíce dotýkala pozemková reforma. Vznikaly postupně nové obchody, hostince, pekařství a řemeslnické provozovny – kovárna, kolářství apod. Významnou roli sehrál rozvod elektrické energie i rozvoj spolků, především tělocvičné jednoty Sokol, dobrovolných hasičů a divadelního spolku. Zvyšovala se postupně i úroveň výuky a vzdělávání. Stále více dětí bylo po páté třídě obecné školy posíláno do školy měšťanské.
Vědomí válečného ohrožení vedlo k zabezpečování přípravy občanů na obranu proti válce. Byla organizována vojenská cvičení a zahájena výstavba pohraničních opevnění s využitím pomocných pracovních oddílů vytvořených převážně z občanů příhraničních obcí. Po roce 1938 nastoupila těžká léta německé okupace. Všechny české organizace a spolky byly zrušeny, ponechán byl jen hasičský sbor. Ve škole byla zavedena výuka němčiny. Občanům byly rozepsány povinné dodávky všech zemědělských produktů. V obci pracovala početná odbojová skupina. Koncem války byli v Pěčíně ukrýváni aktivní účastníci odboje a uprchlíci z táborů nuceného nasazení.

## Současnost

### Území chráněné pro akumulaci povrchových vod
Pěčín je také název území chráněného pro akumulaci povrchových vod, které se však nachází na území sousedních obcí na řece Zdobnici nad jejím soutokem s Říčkou. V roce 2015 zahájilo ministerstvo zemědělství kroky k realizaci vodní nádrže na tomto území.

### Doprava
Doprava obyvatel je zajištěna prostřednictvím železnice (trať Doudleby nad Orlicí – Rokytnice v Orlických horách v provozu od roku 1906) a autobusy.
V létech 2006 a 2007 došlo v obci k úplné rekonstrukci obou hlavních silničních tahů II/310 a II/319 procházejících obcí na silnicích z Kameničné do Pěčína a z Rokytnice v Orlických horách do Javornice. Rekonstruovány byly i všechny stavby na těchto silnicích (mosty, svodidla, chodníky, příkopy apod.). Následně došlo i k pokrytí nejužívanějších obecních cest živičným povrchem.

### Vzdělávání, sociálně-zdravotní zabezpečení, kultura a sport
V obci je mateřská i základní škola, na II. stupeň žáci dojíždějí do Slatiny nad Zdobnicí. Lékař v obci není. Pacienti dojíždějí do Rokytnice v Orlických horách nebo do Slatiny. Společenské organizace (Ženy, Sokol, hasiči) pořádají v hostinci „U Rykrů“ různé zábavy, dětské karnevaly a další kulturní akce. K tradičním oblíbeným sportovním akcím patří pochod rodičů s dětmi s názvem „Ťap, ťap“ a různé kolektivní sportovní akce pořádané Sokolem. Dne 20. října 2007 bylo naproti budově obecního úřadu dokončeno a slavnostně otevřeno nově rekonstruované víceúčelové hřiště.

### Obchody, pohostinství, podnikatelé a služby
Prodejna potravin a smíšeného zboží je na hlavní křižovatce. Naproti ní je tradiční hostinec „U Urbanů“. V budově obecního úřadu bylo nově zřízeno pohostinství „U rychtáře“. V poslední době vznikla řada drobných soukromých podniků nabízejících různé služby. Ubytování zajišťují majitelé chalup a chat.

### Památkové objekty, ochrana přírody a památek
V roce 1969 byly Orlické hory, včetně Pěčína, vyhlášeny chráněnou krajinnou oblastí.

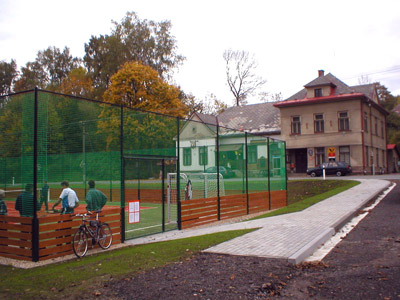
Pěčínský obecní úřad s poštou
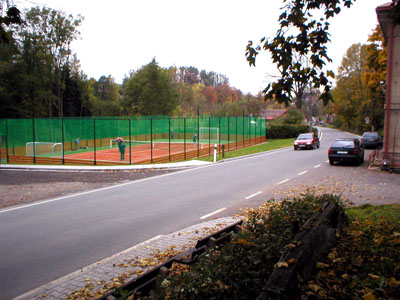
Nové víceúčelové hřiště
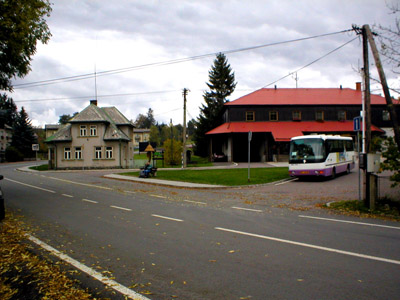
Křižovatka „U Jednoty“
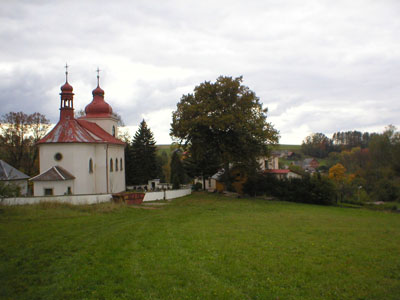
Oprava a restaurování hřitova a kostela

## Obyvatelstvo
| Rok            | 1869  | 1880  | 1890  | 1900  | 1910  | 1921  | 1930 | 1950 | 1961 | 1970 | 1980 | 1991 | 2001 | 2011 | 2021 |
| -------------- | ----- | ----- | ----- | ----- | ----- | ----- | ---- | ---- | ---- | ---- | ---- | ---- | ---- | ---- | ---- |
| Počet obyvatel | 1 193 | 1 177 | 1 240 | 1 152 | 1 108 | 1 050 | 891  | 683  | 649  | 563  | 530  | 479  | 490  | 508  | 447  |
| Počet domů     | 204   | 217   | 229   | 228   | 221   | 217   | 232  | 223  | 199  | 173  | 160  | 201  | 251  | 241  | 228  |

## Obecní správa

### Obecní symboly
Znak a vlajka byly obci uděleny rozhodnutím předsedkyně Poslanecké sněmovny Parlamentu České republiky dne 24. února 2011.

## Pamětihodnosti
Dominantou Pěčína je barokní (původně gotický) kostel zasvěcený Narození svatého Jana Křtitele, vystavěný v letech 1727–1729 na místě původního dřevěného kostelíka. V sousedství kostela stojí barokní márnice, fara, socha panny Marie a škola z roku 1886, která prodělala několik rekonstrukcí, její stavební styl však zůstal zachován. Na skalnatém ostrohu nad levým břehem řeky Zdobnice asi 1,5 km západním směrem od Pěčína se nachází zbytky hradu Pěčín.

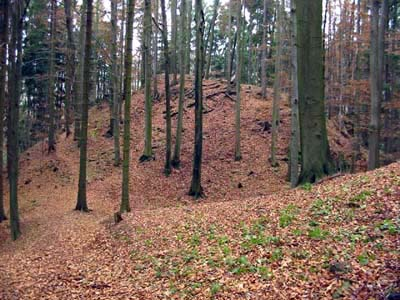
Hrad Pěčín, zřícenina
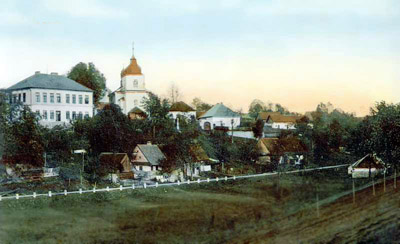
Kostel Narození svatého Jana Křtitele a budova školy
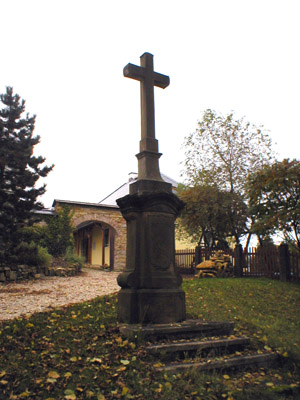
Fara s křížem
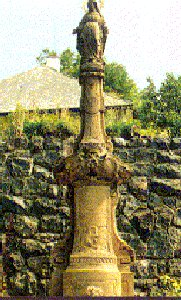
Socha Panny Marie

### Dům a pamětní deska sochaře Leoše Kubíčka
Při silnici k Rokytnici si postavil svůj dům a žil zde a tvořil zasloužilý umělec, akademický sochař Leoš Kubíček (1887–1974). Na fasádě průčelí domku se nachází pamětní deska umělce. Ve svých dílech zachytil těžkou práci lidí zdejšího drsného kraje. Vytvořil i řadu portrétů známých osobností českého národa. Z jeho tvorby pochází i busta prezidenta Tomáše Garrigue Masaryka, umístěná na pěčínském pomníku padlých.

### Pamětní deska malíře Jana Trampoty
V blízkosti nové výstavby, téměř u hlavní místní křižovatky u hospody „U Urbanů“ je malý parčík, do kterého byl umístěn pomníček s pamětní deskou malíře Jana Trampoty (1889–1942), významného krajináře, malíře Orlických hor, který část svého života prožil v Pěčíně a namaloval v něm řadu svých kouzelných obrazů.

### Pomník padlých s bustou TGM
Pomník byl postaven na paměť padlých z první světové války. Je opatřen dvěma pamětními deskami s jmény pěčínských občanů, kteří zbytečně padli za oběť válečnému šílenství. Na vrcholu památníku je Kubíčkova busta prezidenta republiky Tomáše Garrigue Masaryka.

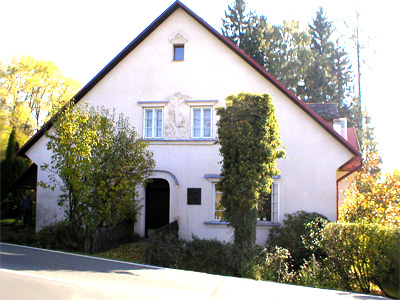
Dům Leoše Kubíčka
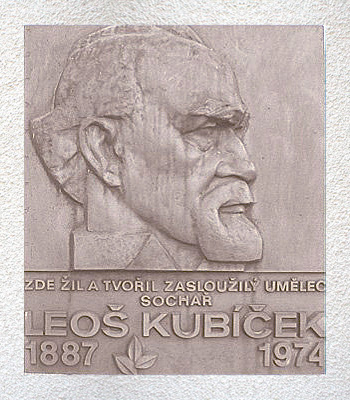
Pamětní deska sochaře Leoše Kubíčka
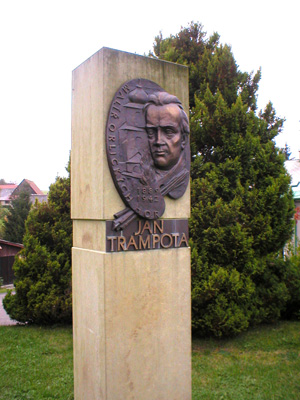
Pamětní deska malíře Jana Trampoty
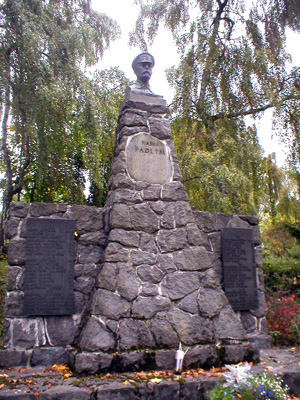
Památník padlých s bustou TGM

### Hradiště v Suché
V lese Suchá, kam se lze dostat severovýchodním směrem od obce kolem kaštanů se svatým obrázkem, stávalo na chlumu 566 m vysokém hradiště oválného půdorysu, jehož boky byly poměrně srázné. S chlumu je pěkný pohled na podorlickou kotlinu s pozadím Králického Sněžníku a Suchého vrchu. Z opevnění je možno najít jen zbytek příkopu, který obloukovitě obepíná patu návrší v těch místech, kde přístup ke hradu byl nejpohodlnější.

### Homole
Kolem pěčínského kostela lze vystoupat po cestě k osamělému jeřábu se svatým obrázkem, který stojí pod nejvyšším kopcem Pěčína zvaným Homole (576 m n. m.). Odtud je krásný výhled téměř na celou obec. Polní cesta pak vede až ke skupince stromů a křovin uprostřed louky „U čarodějnic“, odkud je nádherný pohledem na panorama Orlických hor, v čele s vrchy Zakletý, Komáří a Anenský.

### Drážní buk
Z Homole loukou cestou dolů k železniční trati (Doudleby – Rokytnice) lze zamířit podél ní doprava směrem k Rokytnici a dostat se k velkému asi 300 let starému buku, zvanému „Drážní buk“. Strom dostal své jméno proto, jelikož při stavbě této železniční tratě, postavené v roce 1906, musel být kvůli němu odkloněn její směr. Buk je označen informační tabulí oznamující, že patří mezi státem chráněné stromy.

### Železniční tunel
Tunel se stal jednou z nejobtížnějších součástí výstavby železniční tratě z Doudleb do Rokytnice v Orlických horách vybudované v letech 1905 až 1906, která se stala významnou akcí pro rozvoj obce.

### Kamenný most
Na silnici z Pěčína do sousedních obcí Přím a Javornice a dále směrem na Rychnov nad Kněžnou byl v roce 1905 v protisměrné zatáčce nad řekou Zdobnicí v blízkosti Serbouskova mlýna vybudován silniční kamenný most. Jeho první rekonstrukce byla provedena v roce 1991. Podruhé byl most znovu rekonstruován v roce 2007 současně s rozsáhlou rekonstrukcí dvou hlavních silničních úseků probíhajících obcí Pěčín (z Kameničné do Rokytnice v Orlických horách a z Pěčína do Javornice).

### Plačtivá skála
Od mostu proti proudu řeky Zdobnice cestou jejím údolím, prohlášeným významným krajinným prvkem, se lze dostat k soutoku Říčky (Klauzy) se Zdobnicí. Na levé straně toku řeky stoupá prudce vzhůru mohutná skála zvaná „Plačtivá“. Svůj název získala proto, že z jejich trhlin neustále vytéká voda (skála pláče).

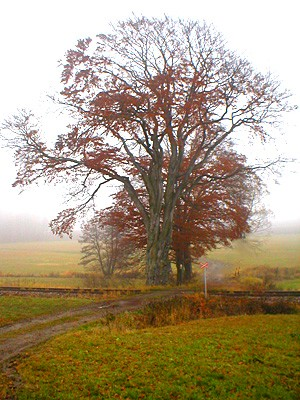
300 let starý Drážní buk, státem chráněný strom
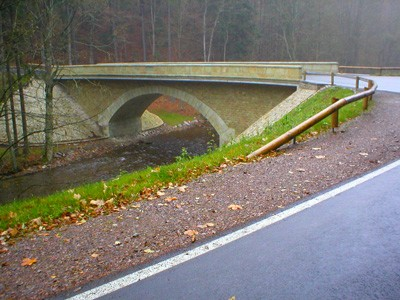
Nově rekonstruovaný most přes řeku Zdobnici, 2007
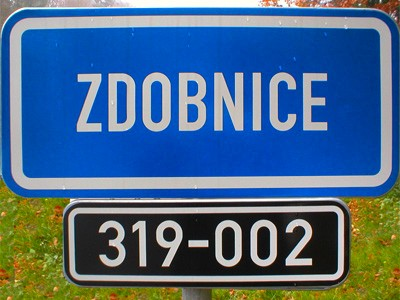
Označení přejezdu řeky Zdobnice před mostem
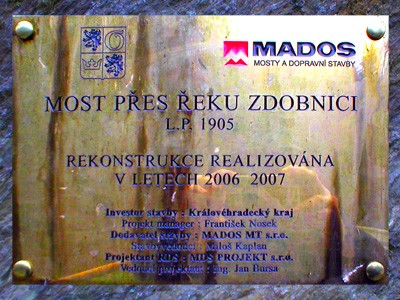
Rekonstrukce roku 2007 deska na skále u mostu

## Významné osobnosti
- Leoš Kubíček, akademický sochař
- Jan Trampota, malíř
- Ing. Frant. Traitner, ministerský rada ministerstva zemědělství
- Dr. Josef Žabka, komisař státních výzkumných ústavů
- Ing. Jan Kopecký, profesor vyšší hospodářské školy.
- František Václav Dytrt, arcibiskupský notář